# Acanthomyops occidentalis
Acanthomyops occidentalis är en myrart som först beskrevs av Wheeler 1909.  Acanthomyops occidentalis ingår i släktet Acanthomyops och familjen myror. Inga underarter finns listade i Catalogue of Life.